# Operophtera latipennis
Operophtera latipennis là một loài bướm đêm trong họ Geometridae.